# جويل بيرين
جويل بيرين (بالفرنسية: Joël Pyrène )‏ (و. 1950 – م) هو ممثل من فرنسا . ولد في أنغوليم .

## روابط خارجية
- جويل بيرين على موقع IMDb (الإنجليزية)
- جويل بيرين على موقع ألو سيني (الفرنسية)
- جويل بيرين على موقع قاعدة بيانات الفيلم (الإنجليزية)
- جويل بيرين على موقع كينوبويسك (الروسية)